# Wielka Rywocińska Turnia
Wielka Rywocińska Turnia (słow. Zadný Oštep, niem. Gant, węg. Gánt) – najwyższa i zarazem pierwsza turnia w grani Rywocin (fragment Zimnowodzkiej Grani) osiągająca wysokość ok. 1888 m n.p.m. znajdująca się w słowackiej części Tatr Wysokich. Od Dziadowskiej Skały w grupie Kościołów oddziela ją Rywocińska Przełęcz, natomiast od Pośredniej Rywocińskiej Turni oddziela ją Pośrednia Rywocińska Przełęcz. Wielka Rywocińska Turnia nie jest dostępna dla ruchu turystycznego, mimo że jest wierzchołkiem dosyć łatwo dostępnym. Dla taterników stanowi najciekawszy obiekt w grani Rywocin.
Nieco na północny zachód od wierzchołka Wielkiej Rywocińskiej Turni znajdują się Rywocińskie Czuby. Od bloku szczytowego Wielkiej Rywocińskiej Turni są one oddzielone Rywocińską Szczerbiną.

## Historia
Pierwsze wejścia turystyczne:
- Alfred Martin, 21 lipca 1907 r. – letnie,
- Gyula Komarnicki, 1 lutego 1912 r. – zimowe.

Już przed wejściem Alfreda Martina szczyt został zdobyty przez żołnierzy i oficerów przy okazji pomiarów kartograficznych w 1895 lub 1896 r.